# جيف كوران
جيف كوران (بالإنجليزية: Jeff Curran)‏ هو لاعب كرة قدم أسترالي، ولد في 15 أبريل 1961 في غلاسكو في المملكة المتحدة. لعب مع Sarawak FA State Football Team ‏.